# Qualificazioni alla Coppa delle nazioni africane 2019 - Gruppo H

## Classifica
| Pos. | Squadra            | Pt | G | V | N | P | GF | GS | DR |
| ---- | ------------------ | -- | - | - | - | - | -- | -- | -- |
| 1.   | Guinea             | 12 | 6 | 3 | 3 | 0 | 8  | 4  | +4 |
| 2.   | Costa d'Avorio     | 11 | 6 | 3 | 2 | 1 | 12 | 5  | +7 |
| 3.   | Rep. Centrafricana | 6  | 6 | 1 | 3 | 2 | 4  | 8  | -4 |
| 4.   | Ruanda             | 2  | 6 | 0 | 2 | 4 | 5  | 12 | -7 |

## Risultati
| Arbitro: | Martins de Carvalho |

|                  |           |                                 |
| Doumbia 14’, 61’ | Marcatori | 31’ Diallo 65’ Kamano 78’ Keïta |

| Arbitro: | Effa |

|                          |           |              |
| Gourrier 46’ Keïta 90+3’ | Marcatori | 90+1’ Sugira |

| Arbitro: | Mustapha Gorbal |

|            |           |  |
| Soumah 65’ | Marcatori |  |

| Arbitro: | Jackson Pavanza |

|            |           |                       |
| Kagere 66’ | Marcatori | 45’ Kodjia 49’ Gradel |

| Arbitro: | El Fadil |

|                             |           |  |
| Kamano 37’ (rig.) Cissé 72’ | Marcatori |  |

| Arbitro: | Muhabi |

|                                               |           |  |
| Kodjia 26’ Bailly 52’ Doukouré 58’ Cornet 75’ | Marcatori |  |

| Arbitro: | Camille |

|               |           |           |
| Tuyisenge 78’ | Marcatori | 32’ Kanté |

| Bangui 16 ottobre 2018, ore 15:00 UTC+1 | Rep. Centrafricana | 0 – 0 referto | Costa d'Avorio | Barthélemy Boganda Stadium\| Arbitro: \| Sikazwe \| |
| Arbitro:                                | Sikazwe            |               |                |                                                     |

| Arbitro: | Rédouane Jiyed |

|             |           |          |
| Yattara 11’ | Marcatori | 21’ Seri |

| Arbitro: | Boubou Traoré |

|                    |           |                             |
| Tuyisenge 10’, 45’ | Marcatori | 27’ Habibou 90+5’ Kondogbia |

| Arbitro: | Teklu |

|                               |           |  |
| Pépé 7’ Bailly 67’ Cornet 72’ | Marcatori |  |

| Bangui 24 marzo 2019, ore 15:00 UTC+1 | Rep. Centrafricana | 0 – 0 referto | Guinea | Barthélemy Boganda Stadium\| Arbitro: \| Ephrem Zio \| |
| Arbitro:                              | Ephrem Zio         |               |        |                                                        |